# Digitalna knjižnica Slovenije
Digitalna knjižnica Slovenije je web informacijski portal za upravljanje znanjem, te mu se može pristupiti putem računala. Portal nudi besplatan potragu za resursima i slobodan pristup digitalnom sadržaju - časopisi, knjige, rukopisi, karte, fotografije, glazba i priručnici.
Pretraživanje u zbirkama je moguće prema bibliografskim podatcima (autor, naslov, datum izdavanja, sadržaj, vrsta...). Tekstualne materijale je moguće pretraživati i izravno u tekst (full-text dohvat tehnologija, uz potporu OCR).

## Povijest
Digitalna knjižnica Slovenije je dio Narodne i univerzitetne knjižnice (Narodna in univerzitetna knjižnica - NUK, Ljubljana). Prvi put je projekt bio predstavljen javnosti u studenom 2005. Digitalna knjižnica Slovenije je također dio Europske knjižnice, zajedničkog projekta europskih nacionalnih knjižnica.

## Poveznice
- Digitalna knjižnica
- Knjižnica
- Europeana
- E-knjiga
- Europska knjižnica
- Digitalizacija
- E-knjižnica

## Vanjske poveznice
- Digitalna knjižnica Slovenije
- Narodna i univerzitetna knjižnica, Ljubljana
- Europeana
- Sustavi digitalnih knjižnica